# 苯甲地那铵
苯甲地那铵（英語：Denatonium benzoate）通常是以苯甲地那铵苯甲酸盐的形式提供（商品名称Bitrex或者Aversion），或者以该阳离子的糖精盐提供。如果以奎宁为基准1，其苦度为1,000，该化合物是目前已知最苦的化合物。主要被用作厌恶剂和驱散剂。

## 合成
可由利多卡因（Lidocaine）和氯化苄等原料製得。

## 历史
1958年，苏格兰爱丁堡的麦克法兰·史密斯在研究局部麻醉藥的过程中发现了这一物质，并为其註册了Bitrex这个商品名称。浓度为10ppm的苯甲地那铵溶液，对于绝大多数人来说已经是苦到无法忍受。苯甲地那铵在常温下是无色不挥发的固体，商品一般为溶液形態。它通常被用作厌恶剂，如添加至工业酒精、防冻剂、动物驱散剂、液体肥皂以及洗髮精中，以免人们误食，除此之外还用于避免咬指甲。长期暴露在该物质下，会对人体健康造成何种影响是未确定的。

## 结构
苯甲地那铵是一种由季铵盐阳离子与惰性阴离子如苯甲酸根离子或者糖精阴离子结合形成的季铵盐。该物质阳离子的结构和局部麻醉剂利多卡因类似，其差异仅仅是在氨基的氮原子上多了一个苄基官能团。

## 应用
该化合物的应用多与其苦味有关。例如，在工业酒精中添加该苦味盐，避免其被按照酒精饮品的类别征税。特别是SD-40B这种产品，就是用该苯甲酸盐来表明该乙醇液体是用作工业用途。苯甲地那铵的英文名称Denatonium中的“Denat”，实际上来自于英语的Denatured，而工业酒精的英文是Denatured alcohol。该化合物的英文名称Denatonium，实际上就是因为这种特殊应用而得名。
在对人体有害的液体或溶剂中添加微量的苯甲地那铵，其苦味可以避免人误饮，如甲醇、乙二醇、油漆、指甲油、洁厕剂。
自1995年起，美国俄勒冈州颁布法律，要求在防冻剂、玻璃水当中添加苯甲地那铵。此后，该化合物开始遍布世界各地。这种添加剂可以避免儿童或者动物误饮防冻剂或者玻璃水，这些物质通常可能是甜的。
添加到特殊的指甲抛光剂中，用于避免儿童咬指甲的不良习惯，以及驱逐大型野兽的驱逐剂。此外，由于不同动物对于苯甲地那铵的敏感度不一样，苯甲地那铵也会应用在一些动物毒药当中。例如，由于人类对于苯甲地那铵的敏感度遠高于鼠类，因此灭鼠药中会加入苯甲地那铵来避免人类误食，而与此同时却不影响其灭鼠功效。然而某些猫却不受苯甲地那铵的影响——这可能是因为部分猫对其不敏感，甚至尝不出其味道。虽然造成该问题的原因尚不明确，但人们猜测可能是基因表达差异造成的。因为人类中存在已知的基因导致的味觉差异，例如不同人对苯硫脲（PTC）以及丙硫氧嘧啶（PROP）的敏感性差异会比较大。
任天堂在2017年3月推出的電子遊戲主機任天堂Switch，於Switch的遊戲卡帶中添加了該化合物，避免因卡帶過小（比一般相機使用之SD卡稍小）造成孩童吞食。